# Hydrovatus sporas
Hydrovatus sporas är en skalbaggsart som beskrevs av Guignot 1959. Hydrovatus sporas ingår i släktet Hydrovatus och familjen dykare. Inga underarter finns listade i Catalogue of Life.